# 49187 Zucchini
49187 Zucchini este o planetă minoră (asteroid), cu un diametru de 1,465 km, din centura de asteroizi. A fost descoperită pe 18 septembrie 1998 la Bologna de osservatorio San Vittore⁠(d). 
Obiectul prezintă o orbită caracterizată de o semiaxă mare de 2,3245160367745 UAi, o excentricitate de 0,09, o înclinație de 4,3 ° în raport cu ecliptica.